# Liste des matchs de l'équipe des Antilles néerlandaises de football par adversaire
Cette liste présente les matchs de l'équipe des Antilles néerlandaises de football par adversaire rencontré. Lorsqu'une rivalité footballistique particulière existe entre les Antilles néerlandaises et un autre pays, une page spécifique est parfois proposée.
- Haut – A
- B
- C
- D
- E
- F
- G
- H
- I
- J
- K
- L
- M
- N
- O
- P
- Q
- R
- S
- T
- U
- V
- W
- X
- Y
- Z

## A

### Antigua-et-Barbuda
Confrontations entre Antigua-et-Barbuda et les Antilles néerlandaises :
|   | Date             | Lieu           | Match                                       | Score | Compétition                                                             |
| - | ---------------- | -------------- | ------------------------------------------- | ----- | ----------------------------------------------------------------------- |
| 1 | 19 juin 1988     | Saint John's   | Antigua-et-Barbuda - Antilles néerlandaises | 0-1   | Éliminatoires de la Coupe du monde 1990 (zone CONCACAF - 1er tour)      |
| 2 | 29 juillet 1988  | Willemstad     | Antilles néerlandaises - Antigua-et-Barbuda | 3-1   | Éliminatoires de la Coupe du monde 1990 (zone CONCACAF - 1er tour)      |
| 3 | 19 avril 1992    | Willemstad     | Antilles néerlandaises - Antigua-et-Barbuda | 1-1   | Éliminatoires de la Coupe du monde 1994 (zone CONCACAF - préliminaires) |
| 4 | 26 avril 1992    | Saint John's   | Antigua-et-Barbuda - Antilles néerlandaises | 3-0   | Éliminatoires de la Coupe du monde 1994 (zone CONCACAF - préliminaires) |
| 5 | 20 novembre 2002 | Port-au-Prince | Antigua-et-Barbuda - Antilles néerlandaises | 1-1   | Éliminatoires de la Gold Cup 2003                                       |
| 6 | 18 février 2004  | Saint John's   | Antigua-et-Barbuda - Antilles néerlandaises | 2-0   | Éliminatoires de la Coupe du monde 2006 (zone CONCACAF - 1er tour)      |
| 7 | 31 mars 2004     | Willemstad     | Antilles néerlandaises - Antigua-et-Barbuda | 3-0   | Éliminatoires de la Coupe du monde 2006 (zone CONCACAF - 1er tour)      |

#### Bilan
- Total de matchs disputés : 7
- Victoires de l'équipe d'Antigua-et-Barbuda : 2
- Victoires de l'équipe des Antilles néerlandaises : 3
- Matchs nuls : 2
- Total de buts marqués par Antigua-et-Barbuda : 8
- Total de buts marqués par les Antilles néerlandaises : 6

### Aruba

#### Confrontations
Confrontations entre les Antilles néerlandaises et Aruba en matchs officiels :
|   | Date              | Lieu       | Match                          | Score | Compétition                                           |
| - | ----------------- | ---------- | ------------------------------ | ----- | ----------------------------------------------------- |
| 1 | 30 septembre 1990 | Oranjestad | Aruba - Antilles néerlandaises | 1-3   | Match amical                                          |
| 2 | 7 mai 1995        | Oranjestad | Aruba - Antilles néerlandaises | 3-4   | Coupe caribéenne des nations 1995 (tour préliminaire) |
| 3 | 14 mai 1995       | Willemstad | Antilles néerlandaises - Aruba | 3-2   | Coupe caribéenne des nations 1995 (tour préliminaire) |
| 4 | 2 mars 1997       | Oranjestad | Aruba - Antilles néerlandaises | 2-1   | Coupe caribéenne des nations 1997 (qualifications)    |
| 5 | 6 mars 1998       | Oranjestad | Aruba - Antilles néerlandaises | 0-1   | Coupe caribéenne des nations 1998 (tour préliminaire) |
| 6 | 28 janvier 2004   | Willemstad | Antilles néerlandaises - Aruba | 6-1   | Match amical                                          |
| 7 | 27 juillet 2008   | Willemstad | Antilles néerlandaises - Aruba | 2-1   | Coupe caribéenne des nations 2008 (qualifications)    |

#### Bilan
- Total de matchs disputés : 7
- Victoires des Antilles néerlandaises : 5
- Victoires d'Aruba : 1
- Matchs nuls : 1
- Total de buts marqués par les Antilles néerlandaises : 20
- Total de buts marqués par Aruba : 10

## B

### Bahamas

#### Confrontations
Confrontations entre les Bahamas et les Antilles néerlandaises en matchs officiels :
|   | Date        | Lieu   | Match                            | Score | Compétition                                      |
| - | ----------- | ------ | -------------------------------- | ----- | ------------------------------------------------ |
| 1 | 3 mars 1970 | Panama | Bahamas - Antilles néerlandaises | 1-8   | Jeux d’Amérique centrale et des Caraïbes de 1970 |

#### Bilan
- Total de matchs disputés : 1
- Victoires de l'équipe des Antilles néerlandaises : 1
- Victoires des Bahamas : 0
- Match nul : 0
- Total de buts marqués par les Bahamas : 1
- Total de buts marqués par les Antilles néerlandaises : 8

### Barbade

#### Confrontations
Confrontations entre les Antilles néerlandaises et la Barbade en matchs officiels :
|   | Date            | Lieu       | Match                            | Score | Compétition                                           |
| - | --------------- | ---------- | -------------------------------- | ----- | ----------------------------------------------------- |
| 1 | 27 mars 1992    | Bridgetown | Barbade - Antilles néerlandaises | 1-0   | Coupe caribéenne des nations 1992 (tour préliminaire) |
| 2 | 23 octobre 2008 | La Havane  | Antilles néerlandaises - Barbade | 1-2   | Coupe caribéenne des nations 2008 (qualifications)    |

#### Bilan
- Total de matchs disputés : 2
- Victoires des Antilles néerlandaises : 0
- Victoires de la Barbade : 2
- Matchs nuls : 0
- Total de buts marqués par les Antilles néerlandaises : 1
- Total de buts marqués par la Barbade : 3

## C

### Costa Rica
Confrontations entre les Antilles néerlandaises et le Costa Rica en matchs officiels, :
|    | Date             | Lieu         | Match                               | Score | Compétition                                                          |
| -- | ---------------- | ------------ | ----------------------------------- | ----- | -------------------------------------------------------------------- |
| 1  | 7 mars 1948      | Guatemala    | Costa Rica - Antilles néerlandaises | 2-1   | Coupe CCCF 1948                                                      |
| 2  | 20 mars 1948     | Guatemala    | Antilles néerlandaises - Costa Rica | 4-1   | Coupe CCCF 1948                                                      |
| 3  | 15 mars 1953     | San José     | Costa Rica - Antilles néerlandaises | 1-0   | Coupe CCCF 1953                                                      |
| 4  | 24 août 1955     | Tegucigalpa  | Costa Rica - Antilles néerlandaises | 2-1   | Coupe CCCF 1955                                                      |
| 5  | 17 février 1960  | La Havane    | Costa Rica - Antilles néerlandaises | 1-1   | Coupe CCCF 1960                                                      |
| 6  | 29 février 1960  | La Havane    | Costa Rica - Antilles néerlandaises | 4-1   | Coupe CCCF 1960 (finale)                                             |
| 7  | 29 mars 1961     | San José     | Costa Rica - Antilles néerlandaises | 6-0   | Éliminatoires de la Coupe du monde 1962 (zone CONCACAF - tour final) |
| 8  | 23 avril 1961    | Willemstad   | Antilles néerlandaises - Costa Rica | 2-0   | Éliminatoires de la Coupe du monde 1962 (zone CONCACAF - tour final) |
| 9  | 28 mars 1963     | Santa Ana    | Costa Rica - Antilles néerlandaises | 1-0   | Coupe des nations de la CONCACAF 1963 (gr. B)                        |
| 10 | 3 avril 1963     | San Salvador | Costa Rica - Antilles néerlandaises | 1-0   | Coupe des nations de la CONCACAF 1963 (tour final)                   |
| 11 | 3 avril 1965     | Guatemala    | Costa Rica - Antilles néerlandaises | 6-0   | Championnat de la CONCACAF 1965 (tour final)                         |
| 12 | 4 octobre 1968   | Willemstad   | Antilles néerlandaises - Costa Rica | 1-1   | Match amical                                                         |
| 13 | 23 novembre 1969 | San José     | Costa Rica - Antilles néerlandaises | 2-1   | Championnat de la CONCACAF 1969 (tour final)                         |
| 14 | 1er juillet 1988 | Willemstad   | Antilles néerlandaises - Costa Rica | 1-1   | Match amical                                                         |
| 15 | 3 juillet 1988   | Willemstad   | Antilles néerlandaises - Costa Rica | 1-0   | Match amical                                                         |

#### Bilan
- Total de matchs disputés : 15
- Victoires des Antilles néerlandaises : 3
- Victoires du Costa Rica : 9
- Matchs nuls : 3
- Total de buts marqués par les Antilles néerlandaises : 14
- Total de buts marqués par le Costa Rica : 29

### Cuba

#### Confrontations
Confrontations entre Cuba et les Antilles néerlandaises en matchs officiels :
|   | Date            | Lieu        | Match                         | Score | Compétition                                                        |
| - | --------------- | ----------- | ----------------------------- | ----- | ------------------------------------------------------------------ |
| 1 | 28 août 1955    | Tegucigalpa | Antilles néerlandaises - Cuba | 2-0   | Match amical                                                       |
| 2 | 14 février 1960 | La Havane   | Cuba - Antilles néerladaises  | 3-4   | Match amical                                                       |
| 3 | 13 août 1962    | Kingston    | Antilles néerlandaises - Cuba | 2-1   | Jeux d’Amérique centrale et des Caraïbes de 1962 (tour final)      |
| 4 | 20 janvier 1965 | Kingston    | Antilles néerlandaises - Cuba | 1-1   | Qualifications pour la Coupe du monde 1966 (zone CONCACAF - gr. 1) |
| 5 | 30 janvier 1965 | La Havane   | Antilles néerlandaises - Cuba | 1-0   | Qualifications pour la Coupe du monde 1966 (zone CONCACAF - gr. 1) |
| 6 | 22 juin 1966    | San Juan    | Antilles néerlandaises - Cuba | 4-2   | Jeux d’Amérique centrale et des Caraïbes de 1966 (tour final)      |
| 7 | 26 janvier 1967 | Kingston    | Cuba - Antilles néerlandaises | 1-3   | Coupe des nations de la CONCACAF 1967 (tournoi qualificatif)       |
| 8 | 23 mai 1995     | La Havane   | Cuba - Antilles néerlandaises | 3-0   | Coupe caribéenne des nations 1995 (gr. 1)                          |
| 9 | 23 octobre 2008 | La Havane   | Cuba - Antilles néerlandaises | 7-1   | Coupe caribéenne des nations 2008 (qualifications)                 |

#### Bilan
- Total de matchs disputés : 9
- Victoires de l'équipe de Cuba : 2
- Victoires de l'équipe des Antilles néerlandaises : 6
- Match nul : 1
- Total de buts marqués par Cuba : 18
- Total de buts marqués par les Antilles néerlandaises : 18

## D

### Danemark
Confrontations entre les Antilles néerlandaises et le Danemark en matchs officiels :
|   | Date              | Lieu   | Match                             | Score | Compétition  |
| - | ----------------- | ------ | --------------------------------- | ----- | ------------ |
| 1 | 15 mai 1958       | Aarhus | Danemark - Antilles néerlandaises | 3-2   | Match amical |
| 2 | 11 septembre 1962 | Odense | Danemark - Antilles néerlandaises | 3-1   | Match amical |

#### Bilan
- Total de matchs disputés : 2
- Victoires des Antilles néerlandaises : 0
- Victoires du Danemark : 2
- Matchs nuls : 0
- Total de buts marqués par les Antilles néerlandaises : 3
- Total de buts marqués par le Danemark : 6

## E

### États-Unis

#### Confrontations
Confrontations entre les États-Unis et les Antilles néerlandaises en matchs officiels :
|   | Date              | Lieu        | Match                               | Score | Compétition                                               |
| - | ----------------- | ----------- | ----------------------------------- | ----- | --------------------------------------------------------- |
| 1 | 29 septembre 1984 | Willemstad  | Antilles néerlandaises - États-Unis | 0-0   | Coupe des nations de la CONCACAF 1985 (tour préliminaire) |
| 2 | 6 octobre 1984    | Saint-Louis | États-Unis - Antilles néerlandaises | 4-0   | Coupe des nations de la CONCACAF 1985 (tour préliminaire) |

#### Bilan
- Total de matchs disputés : 2
- Victoires des Antilles néerlandaises : 0
- Victoires des États-Unis : 1
- Match nul : 1
- Total de buts marqués par les Antilles néerlandaises : 0
- Total de buts marqués par les États-Unis : 4

## G

### Grenade

#### Confrontations
Confrontations entre les Antilles néerlandaises et la Grenade en matchs officiels :
|   | Date             | Lieu          | Match                            | Score | Compétition                                           |
| - | ---------------- | ------------- | -------------------------------- | ----- | ----------------------------------------------------- |
| 1 | 6 juillet 1989   | Bridgetown    | Antilles néerlandaises - Grenade | 1-1   | Coupe caribéenne des nations 1989 (gr. A)             |
| 2 | 17 avril 1990    | Saint-Georges | Grenade - Antilles néerlandaises | 1-1   | Match amical                                          |
| 3 | 29 mars 1992     | Bridgetown    | Grenade - Antilles néerlandaises | 0-1   | Coupe caribéenne des nations 1992 (tour préliminaire) |
| 4 | 23 mars 1996     | Willemstad    | Antilles néerlandaises - Grenade | 0-1   | Match amical                                          |
| 5 | 4 mai 1999       | Willemstad    | Antilles néerlandaises - Grenade | 1-3   | Coupe caribéenne des nations 1999 (tour préliminaire) |
| 6 | 6 septembre 2006 | Willemstad    | Antilles néerlandaises - Grenade | 1-1   | Coupe caribéenne des nations 2007 (qualifications)    |
| 7 | 31 juillet 2008  | Willemstad    | Antilles néerlandaises - Grenade | 2-0   | Coupe caribéenne des nations 2008 (qualifications)    |

#### Bilan
- Total de matchs disputés : 7
- Victoires des Antilles néerlandaises : 2
- Victoires de la Grenade : 2
- Matchs nuls : 3
- Total de buts marqués par les Antilles néerlandaises : 7
- Total de buts marqués par la Grenade : 7

### Guatemala
Confrontations entre les Antilles néerlandaises et le Guatemala en matchs officiels, :
|   | Date            | Lieu           | Match                              | Score | Compétition                                          |
| - | --------------- | -------------- | ---------------------------------- | ----- | ---------------------------------------------------- |
| 1 | 5 mars 1948     | Guatemala      | Guatemala - Antilles néerlandaises | 2-2   | Coupe CCCF 1948                                      |
| 2 | 18 mars 1948    | Guatemala      | Guatemala - Antilles néerlandaises | 2-2   | Coupe CCCF 1948                                      |
| 3 | 9 mars 1953     | San José       | Guatemala - Antilles néerlandaises | 1-1   | Coupe CCCF 1953                                      |
| 4 | 18 août 1955    | Tegucigalpa    | Guatemala - Antilles néerlandaises | 4-1   | Coupe CCCF 1955                                      |
| 5 | 6 avril 1965    | Guatemala      | Guatemala - Antilles néerlandaises | 3-2   | Championnat de la CONCACAF 1965 (tour final)         |
| 6 | 8 décembre 1969 | San José       | Guatemala - Antilles néerlandaises | 6-1   | Championnat de la CONCACAF 1969 (tour final)         |
| 7 | 5 décembre 1973 | Port-au-Prince | Guatemala - Antilles néerlandaises | 2-2   | Coupe des nations de la CONCACAF 1973 (phase finale) |

#### Bilan
- Total de matchs disputés : 7
- Victoires des Antilles néerlandaises : 0
- Victoires du Guatemala : 3
- Matchs nuls : 4
- Total de buts marqués par les Antilles néerlandaises : 11
- Total de buts marqués par le Guatemala : 20

### Guyana

#### Confrontations
Confrontations entre les Antilles néerlandaises et le Guyana en matchs officiels :
|   | Date             | Lieu       | Match                           | Score           | Compétition                                           |
| - | ---------------- | ---------- | ------------------------------- | --------------- | ----------------------------------------------------- |
| 1 | 20 mai 1990      | Georgetown | Guyana - Antilles néerlandaises | 1-1             | Match amical                                          |
| 2 | 9 mars 1991      | Georgetown | Guyana - Antilles néerlandaises | 4-0             | Coupe caribéenne des nations 1991 (tour préliminaire) |
| 3 | 28 juillet 2002  | Georgetown | Guyana - Antilles néerlandaises | 2-1             | Gold Cup 2003 (qualifications)                        |
| 4 | 11 août 2002     | Willemstad | Antilles néerlandaises - Guyana | 1-0 (tab : 3-2) | Gold Cup 2003 (qualifications)                        |
| 5 | 8 septembre 2006 | Willemstad | Antilles néerlandaises - Guyana | 0-5             | Coupe caribéenne des nations 2007 (qualifications)    |
| 6 | 30 octobre 2009  | Paramaribo | Guyana - Antilles néerlandaises | 1-0             | Match amical                                          |
| 7 | 15 octobre 2010  | Paramaribo | Antilles néerlandaises - Guyana | 2-3             | Coupe caribéenne des nations 2010 (qualifications)    |

#### Bilan
- Total de matchs disputés : 7
- Victoires des Antilles néerlandaises : 1
- Victoires du Guyana : 5
- Matchs nuls : 1
- Total de buts marqués par les Antilles néerlandaises : 5
- Total de buts marqués par le Guyana : 16

### Guyane française

#### Confrontations
Confrontations entre les Antilles néerlandaises et la Guyane en matchs officiels :
|   | Date            | Lieu       | Match                                     | Score | Compétition                                           |
| - | --------------- | ---------- | ----------------------------------------- | ----- | ----------------------------------------------------- |
| 1 | 8 mars 1998     | Oranjestad | Antilles néerlandaises - Guyane française | 2-1   | Coupe caribéenne des nations 1998 (tour préliminaire) |
| 2 | 28 octobre 2009 | Paramaribo | Guyane française - Antilles néerlandaises | 4-1   | Match amical                                          |

#### Bilan
- Total de matchs disputés : 2
- Victoires des Antilles néerlandaises : 1
- Victoires de la Guyane : 1
- Matchs nuls : 0
- Total de buts marqués par les Antilles néerlandaises : 3
- Total de buts marqués par la Guyane : 5

## H

### Haïti

#### Confrontations
Confrontations entre les Antilles néerlandaises et Haïti en matchs officiels :
|    | Date              | Lieu           | Match                          | Score | Compétition                                                       |
| -- | ----------------- | -------------- | ------------------------------ | ----- | ----------------------------------------------------------------- |
| 1  | 25 février 1963   | Kingston       | Haïti - Antilles néerlandaises | 1-3   | Coupe des nations de la CONCACAF 1963 (tour préliminaire)         |
| 2  | 2 mars 1963       | Kingston       | Antilles néerlandaises - Haïti | 1-0   | Coupe des nations de la CONCACAF 1963 (tour préliminaire)         |
| 3  | 28 mars 1965      | Guatemala      | Haïti - Antilles néerlandaises | 1-1   | Championnat de la CONCACAF 1965 (tour final)                      |
| 4  | 14 janvier 1967   | Kingston       | Haïti - Antilles néerlandaises | 1-0   | Coupe des nations de la CONCACAF 1967 (tournoi qualificatif)      |
| 5  | 1er décembre 1973 | Port-au-Prince | Haïti - Antilles néerlandaises | 3-0   | Coupe des nations de la CONCACAF 1973 (phase finale)              |
| 6  | 31 juillet 1976   | Oranjestad     | Antilles néerlandaises - Haïti | 1-2   | Coupe des nations de la CONCACAF 1977 (tour préliminaire)         |
| 7  | 14 août 1976      | Port-au-Prince | Haïti - Antilles néerlandaises | 7-0   | Coupe des nations de la CONCACAF 1977 (tour préliminaire)         |
| 8  | 12 septembre 1980 | Port-au-Prince | Haïti - Antilles néerlandaises | 1-0   | Coupe des nations de la CONCACAF 1981 (tour préliminaire)         |
| 9  | 12 décembre 1980  | Willemstad     | Antilles néerlandaises - Haïti | 1-1   | Coupe des nations de la CONCACAF 1981 (tour préliminaire)         |
| 10 | 22 juillet 1998   | Kingston       | Haïti - Antilles néerlandaises | 4-0   | Coupe caribéenne des nations 1998 (gr. B)                         |
| 11 | 22 novembre 2002  | Port-au-Prince | Haïti - Antilles néerlandaises | 3-0   | Gold Cup 2003 (tour préliminaire)                                 |
| 12 | 15 juin 2008      | Port-au-Prince | Haïti - Antilles néerlandaises | 0-0   | Éliminatoires de la Coupe du monde 2010 : zone CONCACAF (2e tour) |
| 13 | 22 juin 2008      | Willemstad     | Antilles néerlandaises - Haïti | 0-1   | Éliminatoires de la Coupe du monde 2010 : zone CONCACAF (2e tour) |

#### Bilan
- Total de matchs disputés : 13
- Victoires des Antilles néerlandaises : 2
- Victoires d'Haïti : 8
- Matchs nuls : 3
- Total de buts marqués par les Antilles néerlandaises : 7
- Total de buts marqués par Haïti : 25

### Honduras

#### Confrontations
Confrontations entre les Antilles néerlandaises et le Honduras en matchs officiels :
|   | Date             | Lieu           | Match                             | Score | Compétition                                                       |
| - | ---------------- | -------------- | --------------------------------- | ----- | ----------------------------------------------------------------- |
| 1 | 19 mars 1953     | San José       | Antilles néerlandaises - Honduras | 3-4   | Coupe CCCF 1953                                                   |
| 2 | 22 août 1955     | Tegucigalpa    | Honduras - Antilles néerlandaises | 0-2   | Coupe CCCF 1955                                                   |
| 3 | 27 février 1960  | La Havane      | Antilles néerlandaises - Honduras | 3-3   | Coupe CCCF 1960                                                   |
| 4 | 9 mars 1961      | San José       | Honduras - Antilles néerlandaises | 4-2   | Coupe CCCF 1961 (gr. 2)                                           |
| 5 | 7 avril 1963     | San Salvador   | Antilles néerlandaises - Honduras | 4-1   | Coupe des nations de la CONCACAF 1963 (tour final)                |
| 6 | 12 décembre 1973 | Port-au-Prince | Antilles néerlandaises - Honduras | 2-2   | Coupe des nations de la CONCACAF 1973 (phase finale)              |
| 7 | 12 juin 2004     | Willemstad     | Antilles néerlandaises - Honduras | 1-2   | Éliminatoires de la Coupe du monde 2006 (zone CONCACAF - 2e tour) |
| 8 | 19 juin 2004     | San Pedro Sula | Honduras - Antilles néerlandaises | 4-0   | Éliminatoires de la Coupe du monde 2006 (zone CONCACAF - 2e tour) |

#### Bilan
- Total de matchs disputés : 8
- Victoires des Antilles néerlandaises : 2
- Victoires du Honduras : 4
- Matchs nuls : 2
- Total de buts marqués par les Antilles néerlandaises : 17
- Total de buts marqués par le Honduras : 20

## I

### Îles Caïmans

#### Confrontations
Confrontations entre les îles Caïmans et les Antilles néerlandaises en matchs officiels :
|   | Date            | Lieu         | Match                                 | Score | Compétition                               |
| - | --------------- | ------------ | ------------------------------------- | ----- | ----------------------------------------- |
| 1 | 26 juillet 1998 | Saint-Thomas | Antilles néerlandaises - Îles Caïmans | 0-2   | Coupe caribéenne des nations 1998 (gr. B) |

#### Bilan
- Total de matchs disputés : 1
- Victoires des Antilles néerlandaises : 0
- Victoires des îles Caïmans : 1
- Match nul : 0
- Total de buts marqués par les îles Caïmans : 2
- Total de buts marqués par les Antilles néerlandaises : 0

### Îles Vierges britanniques

#### Confrontations
Confrontations entre les îles Vierges britanniques et les Antilles néerlandaises en matchs officiels :
|   | Date        | Lieu       | Match                                              | Score | Compétition                                        |
| - | ----------- | ---------- | -------------------------------------------------- | ----- | -------------------------------------------------- |
| 1 | 3 juin 1989 | Willemstad | Antilles néerlandaises - Îles Vierges britanniques | 5-0   | Coupe caribéenne des nations 1989 (qualifications) |

#### Bilan
- Total de matchs disputés : 1
- Victoires des Antilles néerlandaises : 1
- Victoires des îles Vierges britanniques : 0
- Match nul : 0
- Total de buts marqués par les Antilles néerlandaises : 5
- Total de buts marqués par les îles Vierges britanniques : 0

## J

### Jamaïque

#### Confrontations
Confrontations entre les Antilles néerlandaises et la Jamaïque en matchs officiels :
|   | Date              | Lieu      | Match                             | Score | Compétition                                                        |
| - | ----------------- | --------- | --------------------------------- | ----- | ------------------------------------------------------------------ |
| 1 | 15 août 1962      | Kingston  | Jamaïque - Antilles néerlandaises | 1-3   | Jeux d’Amérique centrale et des Caraïbes de 1962 (tour final)      |
| 2 | 30 mars 1963      | Santa Ana | Antilles néerlandaises - Jamaïque | 2-1   | Coupe des nations de la CONCACAF 1963 (tour final)                 |
| 3 | 23 janvier 1965   | Kingston  | Jamaïque - Antilles néerlandaises | 2-0   | Qualifications pour la Coupe du monde 1966 (zone CONCACAF - gr. 1) |
| 4 | 3 février 1965    | La Havane | Antilles néerlandaises - Jamaïque | 0-0   | Qualifications pour la Coupe du monde 1966 (zone CONCACAF - gr. 1) |
| 5 | 18 juin 1966      | San Juan  | Antilles néerlandaises - Jamaïque | 1-0   | Jeux d’Amérique centrale et des Caraïbes de 1966 (tour final)      |
| 6 | 11 janvier 1967   | Kingston  | Jamaïque - Antilles néerlandaises | 1-1   | Coupe des nations de la CONCACAF 1967 (qualifications)             |
| 7 | 1er décembre 1969 | San José  | Antilles néerlandaises - Jamaïque | 2-1   | Championnat de la CONCACAF 1969 (tour final)                       |
| 8 | 24 juillet 1998   | Kingston  | Jamaïque - Antilles néerlandaises | 3-2   | Coupe caribéenne des nations 1998 (gr. B)                          |

#### Bilan
- Total de matchs disputés : 8
- Victoires des Antilles néerlandaises : 4
- Victoires de la Jamaïque : 2
- Matchs nuls : 2
- Total de buts marqués par les Antilles néerlandaises : 11
- Total de buts marqués par la Jamaïque : 9

## M

### Martinique

#### Confrontations
Confrontations entre les Antilles néerlandaises et la Martinique en matchs officiels :
|   | Date      | Lieu       | Match                               | Score | Compétition                                        |
| - | --------- | ---------- | ----------------------------------- | ----- | -------------------------------------------------- |
| 1 | juin 1989 | Willemstad | Antilles néerlandaises - Martinique | 4-0   | Coupe caribéenne des nations 1989 (qualifications) |

#### Bilan
- Total de matchs disputés : 1
- Victoires des Antilles néerlandaises : 1
- Victoires de la Martinique : 0
- Matchs nuls : 0
- Total de buts marqués par les Antilles néerlandaises : 4
- Total de buts marqués par la Martinique : 0

### Mexique

#### Confrontations
Confrontations entre les Antilles néerlandaises et le Mexique en matchs officiels :
|   | Date            | Lieu           | Match                            | Score | Compétition                                                          |
| - | --------------- | -------------- | -------------------------------- | ----- | -------------------------------------------------------------------- |
| 1 | 15 janvier 1959 | Caracas        | Mexique - Antilles néerlandaises | 2-1   | Jeux d’Amérique centrale et des Caraïbes de 1959 (tour final)        |
| 2 | 5 avril 1961    | Mexico         | Mexique - Antilles néerlandaises | 7-0   | Éliminatoires de la Coupe du monde 1962 (zone CONCACAF - tour final) |
| 3 | 21 mai 1961     | Willemstad     | Antilles néerlandaises - Mexique | 0-0   | Éliminatoires de la Coupe du monde 1962 (zone CONCACAF - tour final) |
| 4 | 22 août 1962    | Kingston       | Mexique - Antilles néerlandaises | 0-2   | Jeux d’Amérique centrale et des Caraïbes de 1962 (tour final)        |
| 5 | 24 mars 1963    | Santa Ana      | Antilles néerlandaises - Mexique | 2-1   | Coupe des nations de la CONCACAF 1963 (tour final)                   |
| 6 | 1er avril 1965  | Guatemala      | Mexique - Antilles néerlandaises | 5-0   | Championnat de la CONCACAF 1965 (tour final)                         |
| 7 | 12 juin 1966    | San Juan       | Mexique - Antilles néerlandaises | 2-0   | Jeux d’Amérique centrale et des Caraïbes de 1966 (tour final)        |
| 8 | 6 décembre 1969 | San José       | Antilles néerlandaises - Mexique | 2-2   | Championnat de la CONCACAF 1969 (tour final)                         |
| 9 | 8 décembre 1973 | Port-au-Prince | Mexique - Antilles néerlandaises | 8-0   | Coupe des nations de la CONCACAF 1973 (phase finale)                 |

#### Bilan
- Total de matchs disputés : 9
- Victoires des Antilles néerlandaises : 2
- Victoires du Mexique : 5
- Matchs nuls : 2
- Total de buts marqués par les Antilles néerlandaises : 8
- Total de buts marqués par le Mexique : 27

## N

### Nicaragua

#### Confrontations
Confrontations entre les Antilles néerlandaises et le Nicaragua en matchs officiels :
|   | Date           | Lieu       | Match                              | Score | Compétition                                                        |
| - | -------------- | ---------- | ---------------------------------- | ----- | ------------------------------------------------------------------ |
| 1 | 11 mars 1953   | San José   | Antilles néerlandaises - Nicaragua | 8-0   | Coupe CCCF 1953                                                    |
| 2 | 3 mars 1961    | San José   | Antilles néerlandaises - Nicaragua | 2-1   | Coupe CCCF 1961 (gr. 2)                                            |
| 3 | 12 août 1982   | La Havane  | Antilles néerlandaises - Nicaragua | 1-0   | Jeux d'Amérique centrale et des Caraïbes 1982 (gr. B)              |
| 4 | 6 février 2008 | Diriamba   | Nicaragua - Antilles néerlandaises | 0-1   | Éliminatoires de la Coupe du monde 2010 : zone CONCACAF (1er tour) |
| 5 | 26 mars 2008   | Willemstad | Antilles néerlandaises - Nicaragua | 2-0   | Éliminatoires de la Coupe du monde 2010 : zone CONCACAF (1er tour) |

#### Bilan
- Total de matchs disputés : 5
- Victoires des Antilles néerlandaises : 5
- Victoires du Nicaragua : 0
- Matchs nuls : 0
- Total de buts marqués par les Antilles néerlandaises : 14
- Total de buts marqués par le Nicaragua : 1

## P

### Panama
Confrontations entre les Antilles néerlandaises et le Panama en matchs officiels, :
|   | Date            | Lieu      | Match                           | Score | Compétition                                                   |
| - | --------------- | --------- | ------------------------------- | ----- | ------------------------------------------------------------- |
| 1 | 4 mars 1948     | Guatemala | Panama - Antilles néerlandaises | 1-3   | Coupe CCCF 1948                                               |
| 2 | 14 mars 1948    | Guatemala | Panama - Antilles néerlandaises | 5-2   | Coupe CCCF 1948                                               |
| 3 | 12 mars 1953    | San José  | Panama - Antilles néerlandaises | 1-4   | Coupe CCCF 1953                                               |
| 4 | 12 janvier 1959 | Caracas   | Antilles néerlandaises - Panama | 3-1   | Jeux d’Amérique centrale et des Caraïbes de 1959 (tour final) |

#### Bilan
- Total de matchs disputés : 4
- Victoires des Antilles néerlandaises : 3
- Victoires du Panama : 1
- Matchs nuls : 0
- Total de buts marqués par les Antilles néerlandaises : 12
- Total de buts marqués par le Panama : 9

### Pays-Bas

#### Confrontations
Confrontations entre les Pays-Bas et les Antilles néerlandaises en matchs officiels :
|   | Date             | Lieu       | Match                             | Score | Compétition  |
| - | ---------------- | ---------- | --------------------------------- | ----- | ------------ |
| 1 | 29 juin 1960     | Willemstad | Antilles néerlandaises - Pays-Bas | 0-0   | Match amical |
| 2 | 5 septembre 1962 | Amsterdam  | Pays-Bas - Antilles néerladaises  | 8-0   | Match amical |

#### Bilan
- Total de matchs disputés : 2
- Victoires de l'équipe des Antilles néerlandaises : 0
- Victoires de l'équipe des Pays-Bas : 1
- Match nul : 1
- Total de buts marqués par les Pays-Bas : 8
- Total de buts marqués par les Antilles néerlandaises : 0

### Porto Rico

#### Confrontations
Confrontations entre Porto Rico et les Antilles néerlandaises en matchs officiels :
|   | Date           | Lieu      | Match                               | Score | Compétition                                                   |
| - | -------------- | --------- | ----------------------------------- | ----- | ------------------------------------------------------------- |
| 1 | 7 janvier 1959 | Caracas   | Antilles néerlandaises - Porto Rico | 15-0  | Jeux d’Amérique centrale et des Caraïbes de 1959 (tour final) |
| 2 | 17 août 1962   | Kingston  | Antilles néerlandaises - Porto Rico | 4-0   | Jeux d’Amérique centrale et des Caraïbes de 1962 (tour final) |
| 3 | 20 juin 1966   | San Juan  | Porto Rico - Antilles néerlandaises | 0-4   | Jeux d’Amérique centrale et des Caraïbes de 1966 (tour final) |
| 4 | 25 mai 1995    | La Havane | Porto Rico - Antilles néerlandaises | 2-2   | Coupe caribéenne des nations 1995 (qualifications)            |

#### Bilan
- Total de matchs disputés : 4
- Victoires de Porto Rico : 0
- Victoires des Antilles néerlandaises : 3
- Match nul : 1
- Total de buts marqués par Porto Rico : 2
- Total de buts marqués par les Antilles néerlandaises : 25

## R

### République dominicaine

#### Confrontations
Confrontations entre les Antilles néerlandaises et la République dominicaine en matchs officiels :
|   | Date          | Lieu           | Match                                           | Score | Compétition                                                              |
| - | ------------- | -------------- | ----------------------------------------------- | ----- | ------------------------------------------------------------------------ |
| 1 | 27 mai 1995   | La Havane      | République dominicaine - Antilles néerlandaises | 1-2   | Coupe caribéenne des nations 1995 (qualifications)                       |
| 2 | 4 mai 1996    | Saint-Domingue | République dominicaine - Antilles néerlandaises | 2-1   | Éliminatoires de la Coupe du monde 1998 (zone CONCACAF - gr. Caraïbes 2) |
| 3 | 11 mai 1996   | Willemstad     | Antilles néerlandaises - République dominicaine | 0-0   | Éliminatoires de la Coupe du monde 1998 (zone CONCACAF - gr. Caraïbes 2) |
| 4 | 27 avril 2004 | Willemstad     | Antilles néerlandaises - République dominicaine | 3-1   | Match amical                                                             |

#### Bilan
- Total de matchs disputés : 4
- Victoires des Antilles néerlandaises : 2
- Victoires de la République dominicaine : 1
- Matchs nuls : 1
- Total de buts marqués par les Antilles néerlandaises : 6
- Total de buts marqués par la République dominicaine : 4

## S

### Sainte-Lucie

#### Confrontations
Confrontations entre les Antilles néerlandaises et Sainte-Lucie en matchs officiels :
|   | Date            | Lieu       | Match                                 | Score | Compétition                                        |
| - | --------------- | ---------- | ------------------------------------- | ----- | -------------------------------------------------- |
| 1 | 17 octobre 2010 | Paramaribo | Sainte-Lucie - Antilles néerlandaises | 2-2   | Coupe caribéenne des nations 2010 (qualifications) |

#### Bilan
- Total de matchs disputés : 1
- Victoires des Antilles néerlandaises : 0
- Victoires de Sainte-Lucie : 0
- Matchs nuls : 1
- Total de buts marqués par les Antilles néerlandaises : 2
- Total de buts marqués par Sainte-Lucie : 2

### Saint-Vincent-et-les-Grenadines

#### Confrontations
Confrontations entre les Antilles néerlandaises et Saint-Vincent-et-les-Grenadines en matchs officiels :
|   | Date           | Lieu       | Match                                                    | Score | Compétition                                           |
| - | -------------- | ---------- | -------------------------------------------------------- | ----- | ----------------------------------------------------- |
| 1 | 21 mai 1989    | Kingstown  | Saint-Vincent-et-les-Grenadines - Antilles néerlandaises | 3-2   | Coupe caribéenne des nations 1989 (qualifications)    |
| 2 | 4 juillet 1989 | Bridgetown | Saint-Vincent-et-les-Grenadines - Antilles néerlandaises | 1-1   | Coupe caribéenne des nations 1989 (gr. A)             |
| 3 | 25 mars 1992   | Bridgetown | Saint-Vincent-et-les-Grenadines - Antilles néerlandaises | 2-2   | Coupe caribéenne des nations 1992 (tour préliminaire) |

#### Bilan
- Total de matchs disputés : 3
- Victoires des Antilles néerlandaises : 0
- Victoires de Saint-Vincent-et-les-Grenadines : 1
- Matchs nuls : 2
- Total de buts marqués par les Antilles néerlandaises : 5
- Total de buts marqués par Saint-Vincent-et-les-Grenadines : 6

### Salvador
Confrontations entre les Antilles néerlandaises et le Salvador en matchs officiels, :
|    | Date             | Lieu         | Match                             | Score | Compétition                                                        |
| -- | ---------------- | ------------ | --------------------------------- | ----- | ------------------------------------------------------------------ |
| 1  | 9 mars 1948      | Guatemala    | Salvador - Antilles néerlandaises | 1-0   | Coupe CCCF 1948                                                    |
| 2  | 11 mars 1948     | Guatemala    | Salvador - Antilles néerlandaises | 2-0   | Coupe CCCF 1948                                                    |
| 3  | 21 mars 1953     | San José     | Salvador - Antilles néerlandaises | 1-1   | Coupe CCCF 1953                                                    |
| 4  | 26 août 1955     | Tegucigalpa  | Antilles néerlandaises - Salvador | 3-0   | Coupe CCCF 1955                                                    |
| 5  | 13 mars 1961     | San José     | Salvador - Antilles néerlandaises | 0-0   | Coupe CCCF 1961 (gr. 2)                                            |
| 6  | 5 avril 1963     | San Salvador | Salvador - Antilles néerlandaises | 3-2   | Coupe des nations de la CONCACAF 1963 (tour final)                 |
| 7  | 10 avril 1965    | Guatemala    | Salvador - Antilles néerlandaises | 1-1   | Championnat de la CONCACAF 1965 (tour final)                       |
| 8  | 14 juin 1966     | San Juan     | Antilles néerlandaises - Salvador | 2-0   | Jeux d’Amérique centrale et des Caraïbes de 1966 (tour final)      |
| 9  | 12 décembre 1968 | San Salvador | Salvador - Antilles néerlandaises | 1-0   | Éliminatoires de la Coupe du monde 1970 (zone CONCACAF - 1er tour) |
| 10 | 15 décembre 1968 | San Salvador | Antilles néerlandaises - Salvador | 1-2   | Éliminatoires de la Coupe du monde 1970 (zone CONCACAF - 1er tour) |
| 11 | 1er octobre 1988 | Willemstad   | Antilles néerlandaises - Salvador | 0-1   | Coupe des nations de la CONCACAF 1989 (qualifications)             |
| 12 | 16 octobre 1988  | San Salvador | Salvador - Antilles néerlandaises | 5-0   | Coupe des nations de la CONCACAF 1989 (qualifications)             |

#### Bilan
- Total de matchs disputés : 12
- Victoires des Antilles néerlandaises : 2
- Victoires du Salvador : 7
- Matchs nuls : 3
- Total de buts marqués par les Antilles néerlandaises : 10
- Total de buts marqués par le Salvador : 17

### Suriname et Guyane néerlandaise

#### Confrontations
Confrontations entre les Antilles néerlandaises et la Guyane néerlandaise puis le Suriname en matchs officiels, :
|    | Date              | Lieu       | Match                                        | Score | Compétition                                                        |
| -- | ----------------- | ---------- | -------------------------------------------- | ----- | ------------------------------------------------------------------ |
| 1  | 21 janvier 1960   | La Havane  | Antilles néerlandaises - Guyane néerlandaise | 1-0   | Coupe CCCF 1960                                                    |
| 2  | 2 octobre 1960    | Paramaribo | Guyane néerlandaise - Antilles néerlandaises | 1-2   | Éliminatoires de la Coupe du monde 1962 (zone CONCACAF - gr. 3)    |
| 3  | 27 novembre 1960  | Willemstad | Antilles néerlandaises - Guyane néerlandaise | 0-0   | Éliminatoires de la Coupe du monde 1962 (zone CONCACAF - gr. 3)    |
| 4  | 24 novembre 1968  | Paramaribo | Guyane néerlandaise - Antilles néerlandaises | 6-0   | Éliminatoires de la Coupe du monde 1970 (zone CONCACAF - 1er tour) |
| 5  | 5 décembre 1968   | Oranjestad | Antilles néerlandaises - Guyane néerlandaise | 2-0   | Éliminatoires de la Coupe du monde 1970 (zone CONCACAF - 1er tour) |
| 6  | 27 mai 1990       | Willemstad | Antilles néerlandaises - Suriname            | 1-1   | Match amical                                                       |
| 7  | 7 mars 1991       | Georgetown | Suriname - Antilles néerlandaises            | 1-0   | Coupe caribéenne des nations 1991 (tour préliminaire)              |
| 8  | 4 mars 1998       | Oranjestad | Suriname - Antilles néerlandaises            | 3-3   | Coupe caribéenne des nations 1998 (tour préliminaire)              |
| 9  | 8 mai 1999        | Willemstad | Antilles néerlandaises - Suriname            | 1-1   | Coupe caribéenne des nations 1999 (tour préliminaire)              |
| 10 | 10 janvier 2004   | Paramaribo | Suriname - Antilles néerlandaises            | 1-1   | Match amical                                                       |
| 11 | 17 janvier 2004   | Willemstad | Antilles néerlandaises - Suriname            | 2-0   | Match amical                                                       |
| 12 | 10 septembre 2006 | Willemstad | Antilles néerlandaises - Suriname            | 0-1   | Coupe caribéenne des nations 2007 (qualifications)                 |
| 13 | 21 mai 2008       | Willemstad | Antilles néerlandaises - Suriname            | 2-1   | Match amical                                                       |
| 14 | 25 octobre 2008   | La Havane  | Suriname - Antilles néerlandaises            | 2-1   | Coupe caribéenne des nations 2008 (qualifications)                 |
| 15 | 1er novembre 2009 | Paramaribo | Suriname - Antilles néerlandaises            | 1-1   | Match amical                                                       |
| 16 | 13 octobre 2010   | Paramaribo | Suriname - Antilles néerlandaises            | 2-1   | Coupe caribéenne des nations 2010 (qualifications)                 |

#### Bilan
- Total de matchs disputés : 16
- Victoires des Antilles néerlandaises : 5
- Victoires du Suriname : 5
- Matchs nuls : 6
- Total de buts marqués par les Antilles néerlandaises : 18
- Total de buts marqués par le Suriname : 21

## T

### Trinité-et-Tobago

#### Confrontations
Confrontations entre les Antilles néerlandaises et Trinité-et-Tobago en matchs officiels :
|   | Date             | Lieu           | Match                                      | Score | Compétition                                                   |
| - | ---------------- | -------------- | ------------------------------------------ | ----- | ------------------------------------------------------------- |
| 1 | 24 janvier 1967  | Kingston       | Trinité-et-Tobago - Antilles néerlandaises | 2-0   | Coupe des nations de la CONCACAF 1967 (tournoi qualificatif)  |
| 2 | 28 novembre 1969 | San José       | Antilles néerlandaises - Trinité-et-Tobago | 3-1   | Championnat de la CONCACAF 1969 (tour final)                  |
| 3 | 17 décembre 1973 | Port-au-Prince | Trinité-et-Tobago - Antilles néerlandaises | 4-0   | Coupe des nations de la CONCACAF 1973 (phase finale)          |
| 4 | 9 novembre 1980  | Port-d'Espagne | Trinité-et-Tobago - Antilles néerlandaises | 0-0   | Coupe des nations de la CONCACAF 1981 (tour préliminaire)     |
| 5 | 29 novembre 1980 | Willemstad     | Antilles néerlandaises - Trinité-et-Tobago | 0-0   | Coupe des nations de la CONCACAF 1981 (tour préliminaire)     |
| 6 | 4 mars 2000      | Port-d'Espagne | Trinité-et-Tobago - Antilles néerlandaises | 5-0   | Qualifications pour la Coupe du monde 2002 (Caraïbes - gr. 3) |
| 7 | 18 mars 2000     | Willemstad     | Antilles néerlandaises - Trinité-et-Tobago | 1-1   | Qualifications pour la Coupe du monde 2002 (Caraïbes - gr. 3) |
| 8 | 17 juillet 2008  | Macoya         | Trinité-et-Tobago - Antilles néerlandaises | 2-0   | Match amical                                                  |

#### Bilan
- Total de matchs disputés : 8
- Victoires des Antilles néerlandaises : 1
- Victoires de Trinité-et-Tobago : 4
- Matchs nuls : 3
- Total de buts marqués par les Antilles néerlandaises : 4
- Total de buts marqués par Trinité-et-Tobago : 15

## V

### Venezuela

#### Confrontations
Confrontations entre les Antilles néerlandaises et le Venezuela en matchs officiels :
|   | Date              | Lieu       | Match                              | Score | Compétition                                                   |
| - | ----------------- | ---------- | ---------------------------------- | ----- | ------------------------------------------------------------- |
| 1 | 9 janvier 1959    | Caracas    | Antilles néerlandaises - Venezuela | 2-2   | Jeux d’Amérique centrale et des Caraïbes de 1959 (tour final) |
| 2 | 20 août 1962      | Kingston   | Antilles néerlandaises - Venezuela | 4-3   | Jeux d’Amérique centrale et des Caraïbes de 1962 (tour final) |
| 3 | 11 janvier 1981   | Willemstad | Antilles néerlandaises - Venezuela | 2-1   | Match amical                                                  |
| 4 | 18 janvier 1981   | Valencia   | Venezuela - Antilles néerlandaises | 1-0   | Match amical                                                  |
| 5 | 26 septembre 1988 | Willemstad | Antilles néerlandaises - Venezuela | 0-0   | Match amical                                                  |
| 6 | 9 juin 2008       | Willemstad | Antilles néerlandaises - Venezuela | 0-1   | Match amical                                                  |

#### Bilan
- Total de matchs disputés : 6
- Victoires des Antilles néerlandaises : 2
- Victoires du Venezuela : 2
- Matchs nuls : 2
- Total de buts marqués par les Antilles néerlandaises : 8
- Total de buts marqués par le Venezuela : 8